# Tubmaryna
Tubmaryna – dawny europejski jedno- lub dwustrunowy instrument muzyczny z grupy chordofonów smyczkowych.

## Nazwa
Według Curta Sachsa najstarszą nazwą tubmaryny jest występujący w XV-wiecznej literaturze niemieckiej termin trumscheit (pol. „bębniące polano”). Nazwa ta etymologicznie związana jest z mechaniką podstawka, który podczas gry uderza w płytę rezonansową instrumentu jak perkusista w werbel. W XVII wieku instrument zaczęto określać terminem trumpet marine, którego pierwszy człon nawiązuje do barwy dźwięku przypominającej wczesne trąby. Pochodzenie określenia marine (pol. morska) nigdy nie zostało ustalone, choć wysunięto kilka mniej lub bardziej prawdopodobnych hipotez. Bezspornie odrzucaną jest ta, według której tubmaryna miała zastosowanie jako narzędzie sygnałowe w żegludze. Instrument cechuje się niskim natężeniem dźwieku, co dyskwalifikuje go z pełnienia podobnej roli. Inne z odrzuconych teorii wiążą określenie marine z imieniem średniowiecznego trębacza i polską nazwą instrumentu („tubmaryna”). Bardziej prawdopodobną, ale również niepotwierdzoną w piśmiennictwie tezą jest zniekształcenie terminu mariana, czyli „maryjna” (od imienia Marii z Nazaretu). Na ten trop naprowadziły badaczy liczne znaleziska w zabudowaniach klasztornych zakonów żeńskich na terenie Niemiec.

## Budowa i technika gry

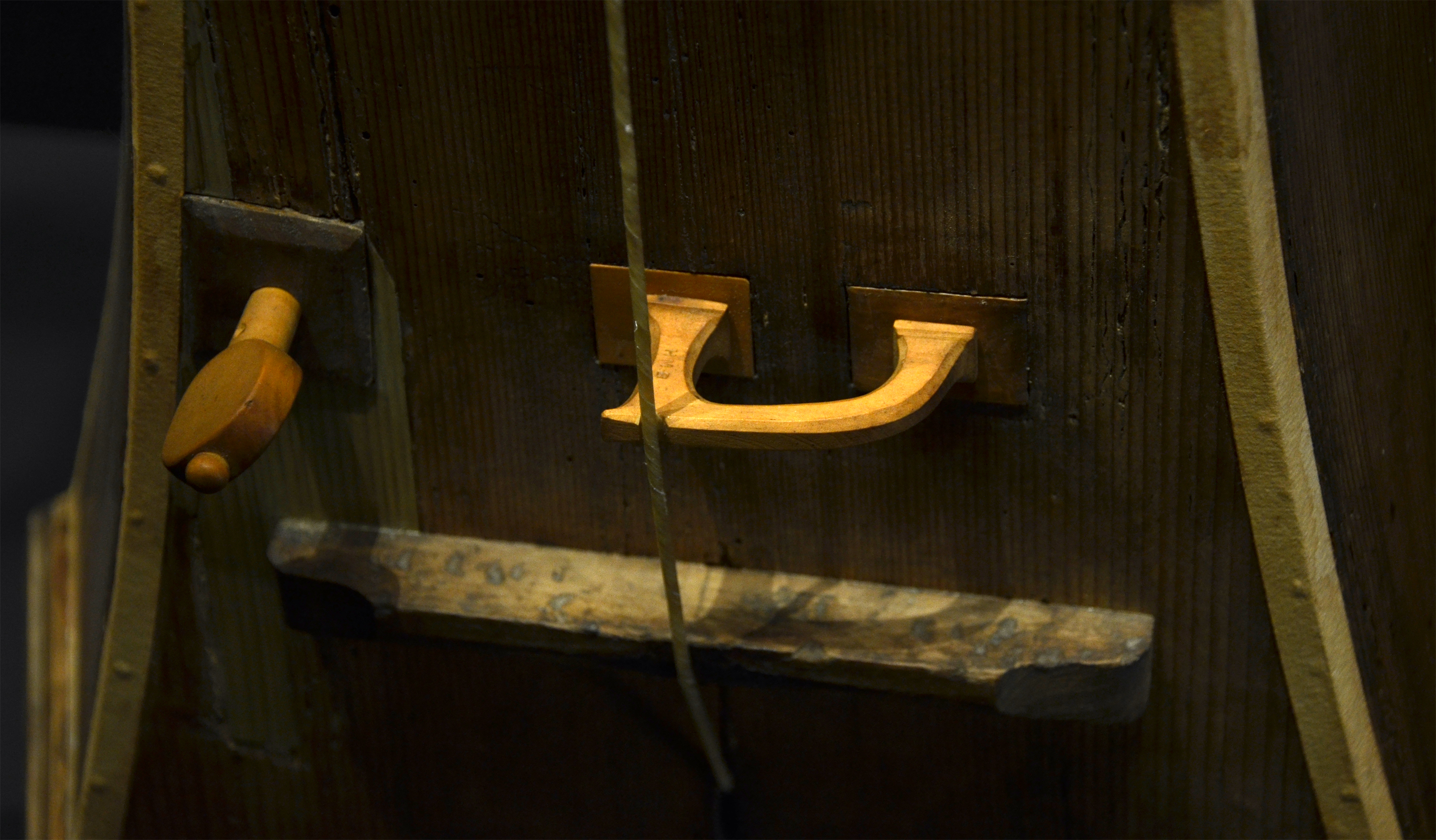
Charekterystyczny podstawek tubmaryny, z asymetrycznie osadzoną struną. Na lewo od podstawka widoczne pokrętło guidonu – urządzenia do regulacji podstawka. Pod podstawkiem widoczny prożek dolny

Tubmaryna występuje i występowała w różnych formach, różne również były sposoby gry. Cechami wspólnymi opisywanych w literaturze egzemplarzy są długi i smukły korpus, krótka szyjka oraz przynajmniej jedna struna.
Korpus tubmaryny ma ostrosłupowy lub prostokątny kształt; jego długość waha się od 120 do 200 cm. Na końcu krótkiej szyjki może mieć płytę kołkową (dawną formę główki) z odspodnio osadzonym kołkiem lub kołkami, lub komorę kołkową z bocznie osadzonym kołkiem lub kołkami. Niektóre egzemplarze tubmaryny mają mechanizm strojenia umiejscowiony w dolnej części korpusu, a nie w główce. Niektóre typy tubmaryny mają jedną strunę, inne dwie, jeszcze inne wyposażone są w struny rezonansowe.
Elementem sprawiającym, że barwa dźwięku instrumentu przypomina dźwięk instrumentów dętych blaszanych jest niesymetryczny podstawek, którego wygląd Zdzisław Szulc porównał do buta na wysokim obcasie. Struna spoczywa na jednej jego stronie, dociskając go do płyty rezonansowej. Druga strona opiera się o płytę swobodnie, i przejmuje drgania pobudzonej smyczkiem struny, rytmicznie uderzając w płytę.
Innymi, rzadko spotykanymi elementami instrumentu są guidon – mechanizm do regulowania siły docisku podstawka, oraz otwór rezonansowy spełniający rolę dekoracyjną, a nie akustyczną, ponieważ fale akustyczne promieniują z tubmaryny przez płytę rezonansową oraz przez otwarty spód korpusu przypominający czarę dźwiękową niektórych instrumentów dętych.
Na tubmarynie gra się techniką paznokciową, nie skracając ich przez dociskanie do podstrunnicy, a lekko dotykając paznokciem. Wprawny instrumentalista jest w stanie wydobyć ze struny 16 składowych szeregu harmonicznego, a wykorzystując flażolety sztuczne objąć skalę dwóch oktaw.

## Historia

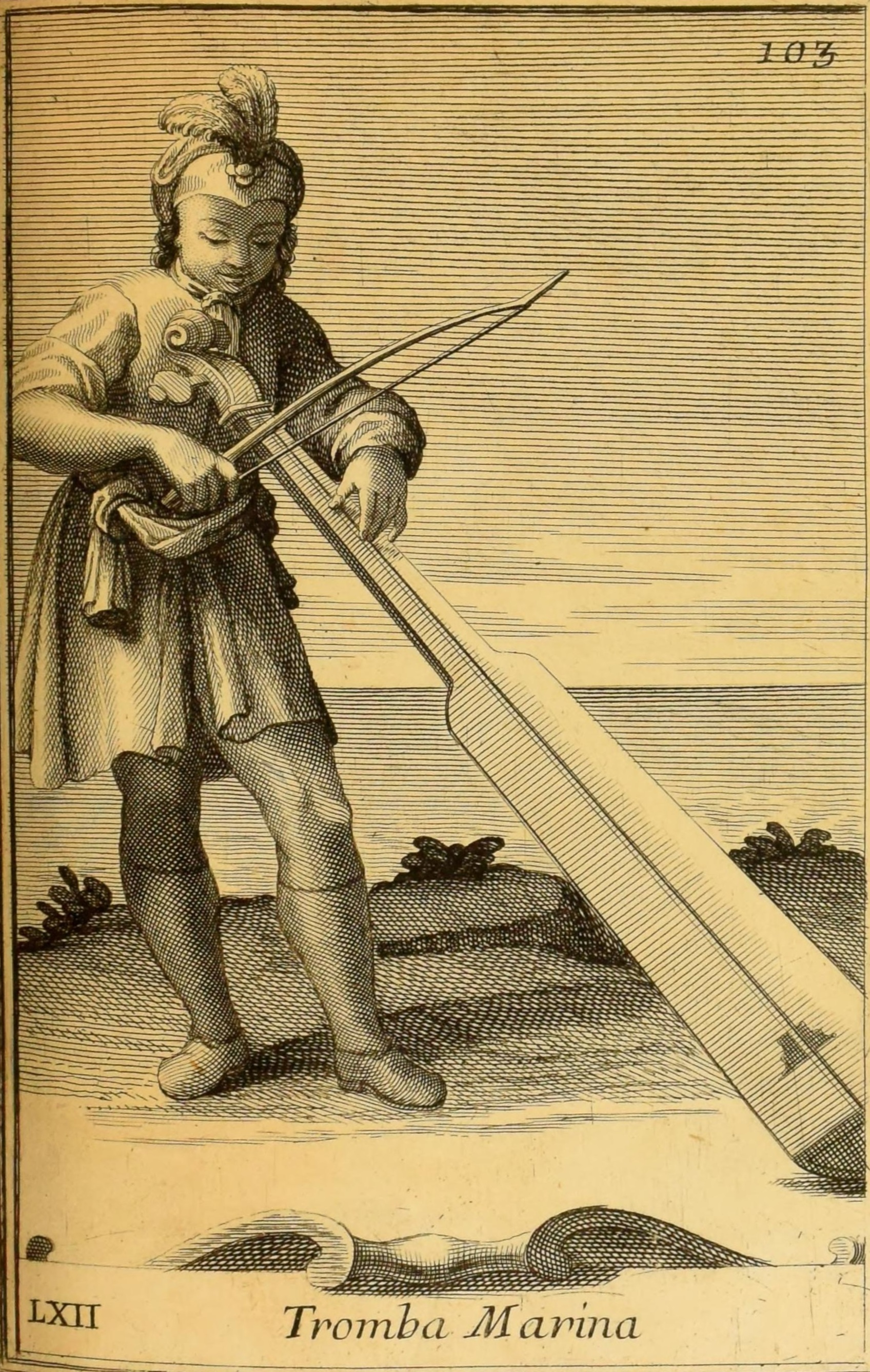
Dziewczyna grająca na tubmarynie – ilustracja z Gabinetto armonico pieno d'istromenti sonori indicati e spiegati (1722) Filippa Bonanniego

Pochodzenie i historia tubmaryny nie są do końca znane. Jej najstarsze wizerunki występują w sztuce francuskiej: na pewnej XII-wiecznej rzeźbie i w XIV wiecznym malarstwie. Zilustrowani muzycy skracją jedyną, przebiegającą wzdłuż całego korpusu strunę techniką przyciskową, a do wydobywania dźwięków ze struny nie wykorzystują smyczka. W pierwszej połowie XV wieku wydzieliły się dwa typy tubmaryny: długa, z dwiema strunami (jedną o połowę krótszą od drugiej) i stukoczącym podstawkiem, oraz krótka, jednostrunowa. Ilustracje z tego okresu przedstawiają instrumentalistów opierających tubmarynę (długą wersję) dolnym końcem o ziemię, lub trzymających ją (krótką wersję) na ramieniu, dolny koniec korpusu wznosząc ku górze. Struny skracano już techniką paznokciową, a dźwięk wydobywano smyczkiem. Wersja z ruchomym podstawkiem znana była pod nazwą Trumscheit („bębiące polano”). Wersja bez podstawka wyszła z użycia około połowy XVI wieku. W 1547 Henricus Glareanus opisując tubmarynę w traktacie Dodecachordon przyrównał jej brzmienie do dźwięku trąb. W XVI wieku płyta kołkowa została zastąpiona komorą kołkową, z bocznie osadzonymi kołkami.
Między połową XVII a połową XVIII wieku tubmaryna odnotowała znaczne wzrosty popularności i jednocześnie krytyki (dotyczącej jej nieskomplikowanej natury). Niektóre instrumenty wyposażono wówczas w dodatkowe, poprowadzone wewnątrz korpusu struny rezonansowe. Tego typu instrumenty określano terminem trompette marine organisée. Utwory na nią i z jej akompaniamentem komponowali wówczas m.in. Jean-Baptiste Lully, Johann Melchior Gletle, Christian Huber i Valentin Molitor z klasztoru benedyktynów w St. Gallen, Nicolas de Larmessin, Alessandro Scarlatti, Jean-Baptiste Prin, Wolfgang Iten oraz Lorenzo De Castro.
Tubmaryna była krytykowana już na przełomie XV i XVI wieku (niemiecki teoretyk muzyki Sebastian Virdung nazwał ją bezużyteczną), a w drugiej połowie XVIII wieku liczba niepochlebnych opinii wzrosła. Tubmarynę wykorzystywano jednak jeszcze w XIX wieku. Zdzisław Szulc, za Adolfem  Chybińskim twierdził, że w czasach jej świetności była znana na terenie całej Polski, a do połowy XVIII dotrwała na Podhalu. Później, w zmienionej nieco konstrukcji i pod zniemczoną nazwą Rumpelmarie zachowała się w okolicach Jeleniej Góry, a w regionie Szamotuł ewoluowała do maryny.